# Christophe de Longueil
Christophe de Longueil, en latin Christophorus Longolius, né à Malines en 1488, mort à Padoue le 11 septembre 1522 (à 34 ans), est un juriste et humaniste franco-flamand de la Renaissance.

## Origine et enfance
Il était le fils naturel d'Antoine de Longueil, évêque de Léon consacré en 1484, également chancelier et aumônier de la duchesse-reine Anne de Bretagne, mort le 25 août 1500. Les seigneurs de Longueil étaient une vieille famille noble de Normandie : l'ancêtre Adam de Longueil avait participé à la conquête de l'Angleterre par Guillaume le Conquérant en 1066 ; Richard Olivier de Longueil, le « cardinal de Coutances », était le grand-oncle de l'évêque Antoine. Ce dernier avait eu ce fils à l'occasion d'une ambassade qu'il avait menée dans les Pays-Bas bourguignons, avec une habitante de Malines dont on ne sait rien.
L'enfant passa les huit premières années de sa vie à Malines, sans doute dans sa famille maternelle. Ensuite son père le fit venir à Paris pour ses études et confia son éducation à Robert Duré, dit Fortunat, natif de Tinténiac en Bretagne, et principal du collège du Plessis († 27 mars 1527). Il fut un élève brillant, dont la mémoire, notamment, était signalée comme prodigieuse. Après la mort de l'évêque Antoine en août 1500, la famille de Longueil continua visiblement à le soutenir et le destina à une carrière de diplomate ou de magistrat.

## Jeunesse et carrière de juriste
En 1505, après huit ans d'études à Paris, il accompagna en Flandre le diplomate italien Andreas de Burgo, qui était l'ambassadeur de l'empereur Maximilien auprès de son fils l'archiduc Philippe le Beau. Ce dernier partit alors par mer pour l'Espagne, et le jeune Longueil fut du voyage. Si jeune, il devint secrétaire intime du prince, de pair avec un Flamand nommé Gilles van Damme. On fit naufrage sur la côte anglaise en janvier 1506, et finalement on débarqua à La Corogne le 28 avril suivant. Mais Philippe le Beau mourut d'une fièvre à Burgos le 25 septembre, ce qui interrompit pour Longueil un début de carrière prometteur. Il rentra à Paris.
En avril 1507, il gagna l'Université de Poitiers pour entamer des études de droit. Il s'y montra très brillant, et y rencontra notamment Mellin de Saint-Gelais. Le 25 août 1509, il fut chargé de prononcer en latin le discours traditionnel pour la fête de saint Louis devant toute l'université rassemblée dans le réfectoire des franciscains. Il en fit un panégyrique de la France, « jardin de l'Europe », et s'efforça de montrer combien les Français surpassaient les Romains (et les Italiens) sous le triple rapport des armes, de la religion, et des lettres. On relève aussi dans ce discours une défense de l'usage littéraire des langues modernes, spécialement du français, contre le latin présenté comme une langue étrangère.
En octobre suivant, il fut autorisé, à titre de « bachelier éminent », à donner un cours de droit romain sur les Pandectes, nomination d'ailleurs contestée par un groupe d'étudiants gascons qui firent irruption l'épée au poing dans son premier cours le 11 octobre, provoquant une bagarre générale. Il n'en prononça pas moins un discours inaugural (Oratio habita Pyctavi) où, dans la ligne d'un ouvrage publié par Guillaume Budé en novembre 1508, il dénonçait l'approche routinière des « glossateurs » et appelait à appuyer l'étude du droit romain sur la culture littéraire et sur l'ensemble des disciplines historiques.
Sa réputation commençait à s'établir, et dès 1510 Louise de Savoie le recruta comme précepteur de son fils, alors comte François d'Angoulême, plus tard roi François Ier. Il dédia à son élève, avec une traduction française, son discours de la saint Louis, et le charma tant qu'il fut un jour admis au dîner de la grande table au château d'Amboise. Mais il ne resta pas longtemps dans cette fonction : il semble qu'à l'automne 1511 il se trouvait au conciliabule de Pise, premier séjour qu'il fit en Italie. Cette assemblée, réunie à l'instigation du roi Louis XII, était destinée à déposer le pape Jules II ; elle se tint d'abord à Pise en novembre 1511, mais devant la forte hostilité des Italiens se replia sur Milan en décembre, et finalement se transporta à Lyon en avril 1512 quand le roi de France se retira d'Italie. Longueil y avait sans doute été convié par le gouvernement de Louis XII comme jeune et brillant juriste gallican.
Il rencontra à cette occasion le juriste Filippo Decio (en France Philippe Dèce), un Italien partisan du roi de France contre le pape et qui fut pour cette raison excommunié par Jules II. Ayant franchi les Alpes avec les Français en avril 1512, il fut nommé conseiller au Parlement de Grenoble, puis en janvier 1513 professeur à l'Université de Valence. Longueil y fut un de ses auditeurs assidus, et c'est de lui qu'il y reçut le grade de licencié en droit en 1514, occasion d'un autre de ses discours latins conservés (Oratio habita Valentiæ), éloge de la jurisprudence comme fondement de la civilisation. Il poursuivit sûrement son cursus jusqu'à l'obtention du grade de docteur in utroque jure, car il fut nommé conseiller-clerc au Parlement de Paris le 9 juin 1515.

## L'humaniste

### Pline l'Ancien et les études grecques
De retour dans la capitale, il se lia au cercle humaniste de Guillaume Budé, Germain de Brie, Nicolas Bérault (un juriste d'Orléans devenu professeur de « bonnes lettres » à Paris), Louis Ruzé (lieutenant civil au Châtelet). Depuis Poitiers, il se passionnait pour l'œuvre de Pline l'Ancien, préparant un grand commentaire exégétique de l'Histoire naturelle. Il s'était mis en tête de parcourir lui-même les pays mentionnés par l'auteur latin, envisageant même d'aller jusqu'en Grèce et en Orient. Mais en Suisse il connut une mésaventure qui le refroidit sur le chapitre des voyages : la confédération étant alors en guerre avec la France, il fut pris en chasse avec deux amis par une troupe, dut fuir en traversant le Rhône à la nage, fut rattrapé et jeté pieds et poings liés dans un cachot, où il passa un mois entier. Il fut finalement libéré grâce à Matthieu Schiner, évêque de Sion. Dans une édition de Pline l'Ancien parue en 1516 à Paris, chez Regnault Chaudière, son nom apparaît en vedette auprès de ceux d'Érasme et de Guillaume Budé.
En 1514, il se mit à l'étude du grec. Au bout de trois mois, il produisit une traduction latine du traité de Plutarque Sur l'utilité qu'on peut retirer de ses ennemis, qu'il offrit en étrennes à Louis Ruzé. Il pria Guillaume Budé d'être son professeur, mais celui-ci le recommanda plutôt à Janus Lascaris, alors en Italie (lettre datée du 10 juin 1516). Longueil partit donc, en compagnie de Lazare de Baïf, pour Rome où il resta deux ans, hôte successivement du riche commerçant Giulio Bandello de Tomarozzi, mécène des humanistes, et du gentilhomme romain Mario Castellano. Il suivit les cours donnés dans le collège grec fondé par le pape Léon X sur le Quirinal, d'abord ceux de Marc Musurus († 24 octobre 1517), ensuite ceux de Janus Lascaris, qui lui succéda. Il échangea des lettres rédigées en grec avec Guillaume Budé, et aussi avec Gregorio Cortese, abbé de Lérins. La Bibliothèque bodléienne possède deux manuscrits grecs qu'il acquit à cette époque : les Geoponica de Héron d'Alexandrie et les Definitiones geometricæ de Vettius Valens.

### Le « cicéronien »
Mais une rencontre qu'il fit chez Mario Castellano modifia complètement sa trajectoire intellectuelle : celle de Pietro Bembo, secrétaire du pape, et surtout chef dans le monde culturel de l'époque de la « secte » des cicéroniens, qu'Érasme dénonça et tourna en dérision, dix ans plus tard, dans son dialogue satirique Ciceronianus. Les cicéroniens vivaient dans le culte de la Rome classique, et spécialement de l'œuvre de Cicéron, qu'ils considéraient comme le modèle indépassable, et qu'il fallait simplement imiter, des bonæ litteræ. La fascination qu'exerça sur Longueil le brillant Pietro Bembo produisit chez lui une véritable conversion : l'idolâtrie pour la Rome cicéronienne était aux antipodes des idées qu'il exprimait dans son discours de la saint Louis.
Pietro Bembo le présenta à son ami Jacopo Sadoleto et aux membres de l'Académie romaine, et il fut admis dans la société intellectuelle brillante de la Rome de Léon X, où l'on méprisait tout à fait ce que pouvaient produire les « barbares » vivant au nord des Alpes. Bembo reprit les textes de Longueil et lui montra combien son latin était incorrect ; le jeune homme se soumit docilement à ses leçons. Mais son admission dans ce monde n'allait pas de soi : la haine contre les Français était très forte à Rome dans ces années (« Fuori i barbari » était le mot d'ordre), et des gens malveillants dénichèrent son discours de la saint Louis, avec ses accents anti-italiens et anti-romains.
Son cas cristallisa les passions. Du 5 au 9 août 1518, il prononça devant l'Académie romaine cinq discours d'allégeance, hommages éperdus à la grandeur de Rome et excuses du barbare venu du Nord. Ensuite il se rendit en janvier 1519 sur l'île Saint-Honorat, à l'invitation de Gregorio Cortese, et c'est là qu'il apprit que ses bons amis Bembo, Sadoleto et Castellano avaient obtenu pour lui plusieurs privilèges insignes. Le 14 février 1519, il reçut la citoyenneté romaine. Le 12 avril, grâce à une dispense spéciale à l'égard de sa bâtardise, le pape lui conféra le titre de comte palatin et la charge de notaire apostolique, avec une pension. Mais une coterie menée par le jeune patricien Celso Mellini et son précepteur Tommaso da Pietrasanta continuait la campagne contre lui. On cria à mort dans les rues de la ville. L'ambassadeur de France Jean de Pins, et Bembo lui-même, lui conseillèrent de s'éloigner. Il rentra provisoirement à Paris.
Le 16 juin s'ouvrit un procès sur son cas dans la salle du Capitole en présence de Léon X et des principaux cardinaux. Le jeune Mellini prononça contre lui une diatribe d'une violence extrême. Selon Baltazar Castiglione, s'il avait été présent, il aurait été écharpé par la foule surexcitée. Ses amis ne jugèrent pas possible, dans le climat qui régnait, de lire la défense qu'il avait rédigée. Celle-ci, la Longolii civis Romani perduellionis rei defensio, ne fut présentée au tribunal que le 9 août. Selon Bembo lui-même, les deux discours qui la constituent sont un chef-d'œuvre éblouissant de « cicéronianisme ». Longueil fut absous des accusations qui pesaient contre lui.
Dès qu'il apprit, à Paris, l'issue favorable de son affaire, il résolut de retourner en Italie, malgré les instances de ses amis parisiens qui voulaient qu'il reste. Début septembre, il se rendit chez Guillaume Budé, à Marly, pour lui demander des lettres de recommandation auprès des Anglais Thomas More et Thomas Linacre et d'Érasme, qui habitait alors Louvain : il voulait rendre visite à ces personnalités avant de repartir vers le sud. Il exécuta ce programme, et passa notamment trois jours à Louvain à la mi-octobre, auprès d'Érasme qui mentionna ensuite plusieurs fois cette visite dans sa correspondance, dans des termes d'ailleurs peu favorables : les histoires italiennes de Longueil n'intéressaient pas l'illustre Hollandais (« Il m'a fait perdre trois jours ») ; le courant n'était pas passé.
Il y avait peut-être déjà un contentieux entre les deux hommes : le 29 janvier précédent, depuis Saint-Honorat, Longueil avait écrit une lettre à Jacques Lucas, chanoine d'Orléans, dans laquelle il s'étonnait que François Ier voulût faire venir Érasme à Paris, alors qu'il avait sous la main un Guillaume Budé qui le valait largement, etc. ; Louis Ruzé avait eu la lettre en mains et la curieuse idée de la communiquer à Érasme ; celui-ci avait adressé à Longueil une de ces lettres d'une fine ironie dont il avait le secret. Un peu plus tard, il publia la lettre à Jacques Lucas, ce que Longueil prit pour un acte de vengeance. Il appela ensuite Érasme « le sot Batave ».
Repassé en coup de vent à Paris, en décembre il était à Venise chez Bembo, qui le reçut royalement. En avril 1520, Bembo repartit pour Rome en laissant Longueil derrière lui : son ennemi juré de la cité pontificale, Celso Mellini, s'était noyé dans un torrent le 30 novembre 1519, et les funérailles avaient rallumé quelque peu les passions. Le 18 avril, Longueil quitta lui-même Venise pour s'installer près de Padoue, dans la Villa Noniana que lui prêtait Bembo, où il se consacra tout entier à l'étude de Cicéron, devenu son idole. Il fut recruté comme précepteur par le riche Génois Stefano Sauli, et vécut dans la villa padouane de celui-ci avec le jeune étudiant Marcantonio Flaminio. En juillet 1521, il s'installa chez Reginald Pole, qui faisait alors ses études à l'Université de Padoue et désirait se former au pur style cicéronien. Il refusa curieusement une offre du cardinal Jules de Médicis (le futur pape Clément VII) de venir enseigner au Studio Fiorentino.
Il vivait entre Padoue, importante ville universitaire, et Venise, où il avait des connaissances. On garde de lui, de cette période, une centaine de lettres, et un discours latin contre Martin Luther, Ad Lutheranos jam damnatos, commandé par le pape. Mais ses ressources devenaient de plus en plus incertaines : la curie pontificale, qui lui versait en principe (irrégulièrement) une pension, adressa une lettre au roi François Ier pour le recommander, signe qu'on voulait se débarrasser de lui. Après la mort de Léon X le 1er décembre 1521, la pension prit fin complètement, et il vécut à la charge de ses amis.
Il mourut d'une fièvre le 11 septembre 1522, âgé seulement de trente-quatre ans, ayant pris l'habit des franciscains dans les derniers jours. Il fut inhumé dans le chœur de l'église Saint-François de Padoue. Pietro Bembo lui composa une belle épitaphe en prose cicéronienne. L'annonce de sa mort prématurée suscita la désolation dans le milieu humaniste français, où elle inspira plusieurs poèmes funèbres (de Germain de Brie, Clément Marot, Jean Salmon Macrin, Guillaume Scève). Guillaume Budé, dans une lettre de 1526, déclara toutefois qu'il l'aurait pleuré davantage s'il n'avait pas abandonné la cause de l'humanisme national français pour celle d'un milieu italien hostile à la France.

## Postérité
Un exécuteur testamentaire (longtemps identifié à Reginald Pole) réunit ses discours « cicéroniens » et ses lettres et les porta à l'imprimerie Giunta de Florence, qui publia l'editio princeps des Œuvres en décembre 1524. Il y en eut beaucoup d'autres tout au long du XVIe siècle, car Longolius resta longtemps un auteur néolatin très renommé, parangon du style cicéronien. L'édition de 1524 est introduite par une Vita Longolii, longtemps attribuée également à Reginald Pole, qui contribua à la constitution d'un mythe littéraire (l'enfant prodige, fauché en pleine maturation, etc., et surtout la quête de l'absolu cicéronien). Après la publication du Ciceronianus par Érasme en 1528, la figure de Christophe de Longueil, qu'on reconnut dans Nosoponus, fut défendue notamment par Jules César Scaliger et Étienne Dolet. L'impact de sa personnalité à l'époque fut d'ailleurs disproportionnée par rapport à la taille de son œuvre.
L'œuvre est constituée d'un épistolaire en cinq livres, le cinquième contenant les lettres de correspondants (notamment Pietro Bembo et Jacopo Sadoleto) ; les discours « cicéroniens » (Orationes duæ pro defensione sua ab lesæ majestatis crimine et Oratio ad Lutheranos jam damnatos) ; les discours universitaires (Oratio de laudibus divi Ludovici atque Francorum habita Pyctavi in cœnobio fratrum minorum, Oratio in præfatione enarrationis duodetricesimi libri Pandectarum juris civilis, Oratio de laudibus jurisprudentiæ habita Valentiæ cum a Domino Decio prolytharum ornamentis insigniretur). Les cinq discours De laudibus urbis Romæ prononcés devant l'Académie romaine en août 1518, bien que conservés (Ms. Vat. Ottobon. lat. 1517), sont restés inédits. On garde d'autre part des textes sur Pline l'Ancien : Oratio de laudibus C. Plinii, Commentarius in librum XI. Plinii Historiæ Herbarum.